# Station Bremen-Sebaldsbrück
Station Bremen-Sebaldsbrück (Bahnhof Bremen-Sebaldsbrück, ook wel HB-Sebaldsbrück) is een spoorwegstation in de Duitse plaats Bremen, in de deelstaat Bremen. Het station ligt aan de spoorlijn Wunstorf - Bremerhaven. Op het station stoppen alleen Regio-S-Bahntreinen van Bremen en Nedersaksen op het station. Het station telt twee perronsporen aan één eilandperron.

## Treinverbindingen
De volgende treinserie doet station Bremen-Sebaldsbrück aan:
| Serie | Treinsoort                  | Route                                                                                      | Bijzonderheden                            |
| ----- | --------------------------- | ------------------------------------------------------------------------------------------ | ----------------------------------------- |
| RS1   | Regio-S-Bahn (NordWestBahn) | Bremen-Farge – Bremen-Vegesack – Bremen Hbf – Bremen-Sebaldsbrück – Achim – Verden (Aller) | Extra spitsritten tussen Vegesack en Hbf. |